# Graftgold
Graftgold Creative Software, à l'origine ST Software, était une entreprise britannique de développement de jeux vidéo. Elle a été fondée en 1983 par Steve Turner et a fermé ses portes en 1998.

## Productions

### 1983
- 3D Space Wars

### 1984
- 3D Seiddab Attack
- 3D Lunattack
- Gribbly's Day Out
- The Legend of Avalon

### 1985
- Alleykat
- Astroclone
- Dragontorc
- Paradroid

### 1986
- Quazatron

### 1987
- Flying Shark (portage micros 8/16-bit)
- Rana Rama
- Uridium

### 1988
- Magnetron
- Soldier of Fortune

### 1989
- Rainbow Islands (portage micros 8/16-bit)

### 1990
- Paradroid 90
- Simulcra
- Super Off Road (portage micros 8/16-bit et Master System)

### 1991
- Realms

### 1992
- Fire and Ice
- Gods (portage Mega Drive)

### 1993
- Nipper Versus the Kats[1]
- Ottifants, The
- Superman: The Man of Steel (portage)
- Uridium 2

### 1994
- Empire Soccer 94

### 1995
- Virocop

### 1996
- International MotoX
- Rainbow Islands (portage)